# Назаренко, Павел Иванович
Па́вел Ива́нович Наза́ренко (24 мая 1918, Трёхсельское — 26 июня 1944, Кожемяки) — шофёр боевой машины «БМ-13» («катюша») 3-го гвардейского отдельного миномётного полка 3-го гвардейского кавалерийского корпуса 3-го Белорусского фронта, Герой Советского Союза.

## Биография
Назаренко, русский по национальности, родился 24 мая 1918 года (по другим данным, 1919 года) в селе Трёхсельское ныне Успенского района Краснодарского края в крестьянской семье. После окончания 4 классов работал в колхозе.
В ряды Красной Армии Назаренко вступил в 1939 году (по другим данным, в 1940 году). Начал воевать на фронтах Великой Отечественной войны с мая 1942 года.
На момент подвига гвардии старший сержант Назаренко был шофёром боевой машины «БМ-13» («катюша») 3-го гвардейского отдельного миномётного полка 3-го гвардейского кавалерийского корпуса 3-го Белорусского фронта. В ночь на 26 июня 1944 года у деревни Кожемяки Сенненского района Витебской области Белорусской ССР батарея реактивных миномётных установок «катюша» совершила переправу через реку Оболянку и вступила в бой с превосходящими силами противника, заняв со временем круговую оборону. В расчёт одной из установок, наряду с командиром гвардии сержантом Т. И. Светличным и наводчиком гвардии рядовым С. Д. Бородулиным, входил и Назаренко. После того как машина была подбита врагом прямым попаданием артиллерийского снаряда, она оказалась окружена. Назаренко получил ранение, однако продолжил оказывать сопротивление врагу. Расчёту три часа удавалось сдерживать наступление врага, ведя по нему огонь практически прямой наводкой. Кроме того, на счету расчёта осталось более 500 уничтоженных солдат и офицеров противника, а также немало повреждённой техники (13 автомашин с боевым грузом и 4 артиллерийских орудия). Погиб Назаренко в горящей машине. Звание Героя Советского Союза присвоено ему 24 марта 1945 года посмертно.
Назаренко был изначально похоронен с остальными членами своего расчёта в деревне Кожемяки. В 1959 году их останки перезахоронили в городе Сенно Витебской области.

## Награды и звания
- Герой Советского Союза[3]
- Орден Ленина[3]
- Орден Красной Звезды[3]
- Медали[3]

## Память
- Имя Назаренко присвоено улице в его родном селе Трёхсельское[3].
- Имя воина-водителя, Героя Советского Союза Назаренко П. И. увековечено на стене памяти Уссурийского высшего военного автомобильного командного училища[источник не указан 2875 дней].
- В 0,3 км на восток от деревни Кожемяки в 1957 году на месте гибели Героев Советского Союза П. И. Назаренко, С. Д. Бородулина и Т. И. Светличного был установлен памятник[6].
- В городе Сенно в парке имени 40-летия ВЛКСМ в братской могиле захоронены П. И. Назаренко, С. Д. Бородулин и Т. И. Светличный. В 1959 году на могиле установлены памятник в виде солдата и плита-посвящение[1].
- В городе Сенно в честь Назаренко названа улица[1].
- Имя Назаренко было занесено в Книгу народной славы Сенненского района[2].
- Имя П. И. Назаренко на Аллее Героев в Сенно (Витебская область, Беларусь).